# Exalphus biannulatus
Exalphus biannulatus är en skalbaggsart som först beskrevs av Aurivillius 1921.  Exalphus biannulatus ingår i släktet Exalphus och familjen långhorningar. Inga underarter finns listade i Catalogue of Life.